# Sân bay

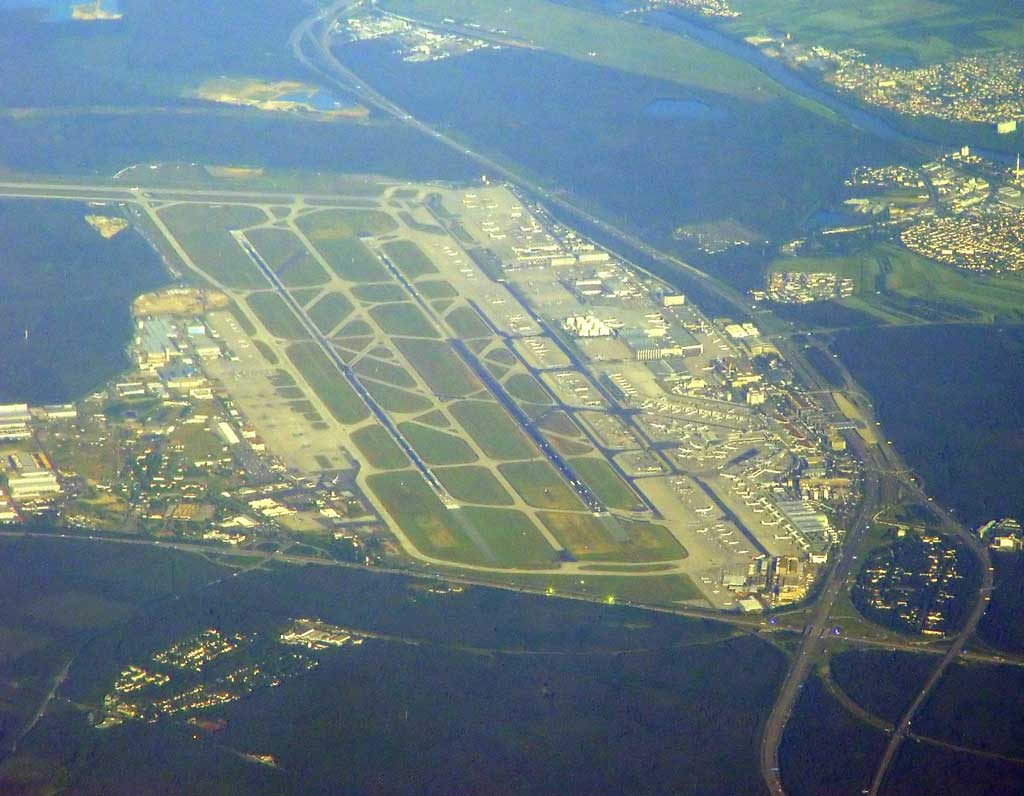
Sân bay Frankfurt nhìn từ trên cao

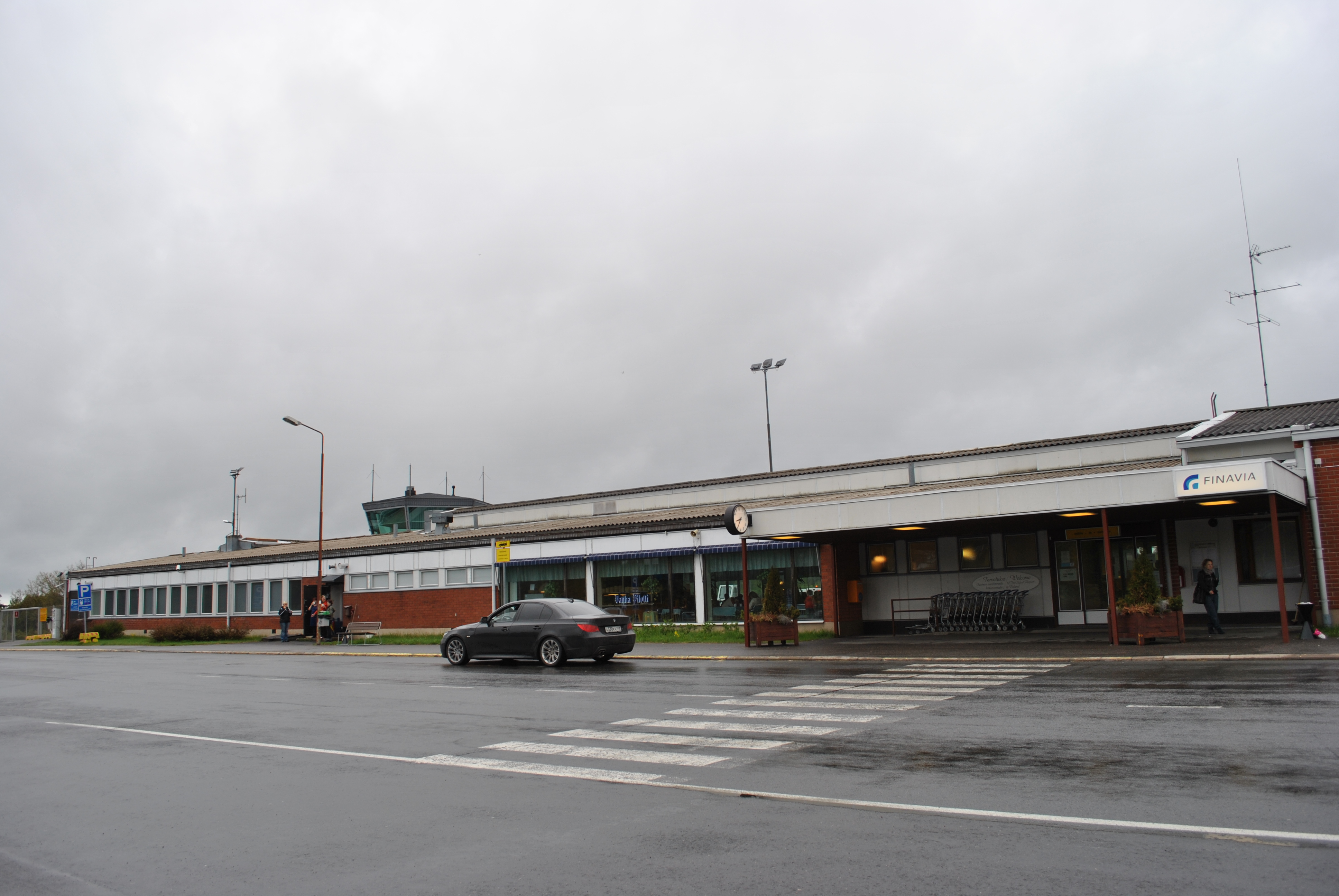
Sân bay Lappeenranta (Lappeenranta, Phần Lan)

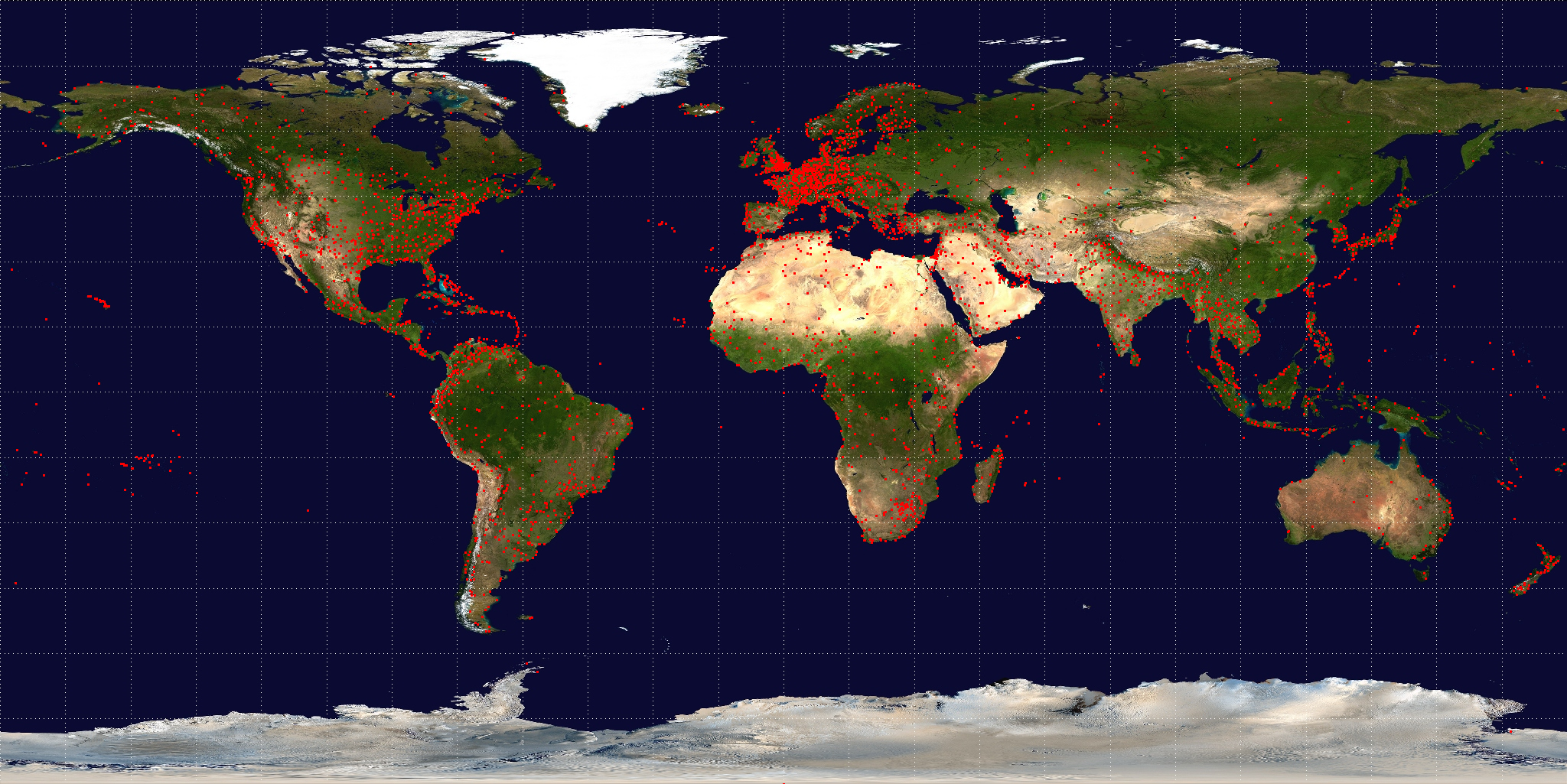
Bản đồ phân bố sân bay trên toàn thế giới

Sân bay (còn gọi là phi trường, cảng hàng không) là một khu vực xác định nằm trên đất liền hoặc mặt nước, được xây dựng để phục vụ cho hoạt động giao thông hàng không. Mỗi sân bay phải có ít nhất một đường băng (còn gọi là phi đạo) làm nơi để các máy bay (còn gọi là phi cơ) cất cánh và hạ cánh. Thông thường, các sân bay sẽ được tổ chức thành một cảng hàng không, phục vụ vận chuyển hành khách và hàng hóa. Đó là khu phức hợp hiện đại, gồm có nhà ga hàng không, trung tâm kiểm soát không lưu, xưởng bảo dưỡng máy bay, sân đậu máy bay, đường lăn, đường băng và một số cơ sở hạ tầng khác. Tại những cảng hàng không quốc tế, nước sở tại sẽ đặt một cửa khẩu hải quan để kiểm soát việc xuất-nhập cảnh của hành khách, hoặc thông quan để kiểm soát xuất-nhập khẩu hàng hóa. Những sân bay dành cho quân đội được gọi là sân bay quân sự. Sân bay quân sự loại lớn được gọi là căn cứ không quân. Một loại hình khác của sân bay quân sự là hàng không mẫu hạm.
Các sân bay thường được xây dựng ở gần trung tâm của những thành phố hoặc vùng ngoại vi của nó, và được đảm bảo sự kết nối rất nhanh chóng với hệ thống giao thông. Sân bay còn bao gồm một khu vực lân cận để đảm bảo an toàn cho hoạt động hàng không dân dụng và dân cư trong khu vực đó. Giới hạn khu vực lân cận cảng hàng không, sân bay là 8 kilômét tính từ ranh giới cảng hàng không, sân bay trở ra.
Phi trường (từ Hán Việt) thường được dùng để gọi các sân bay tương đối lớn, nhưng hiện nay ít dùng.

## Cảng vụ hàng không

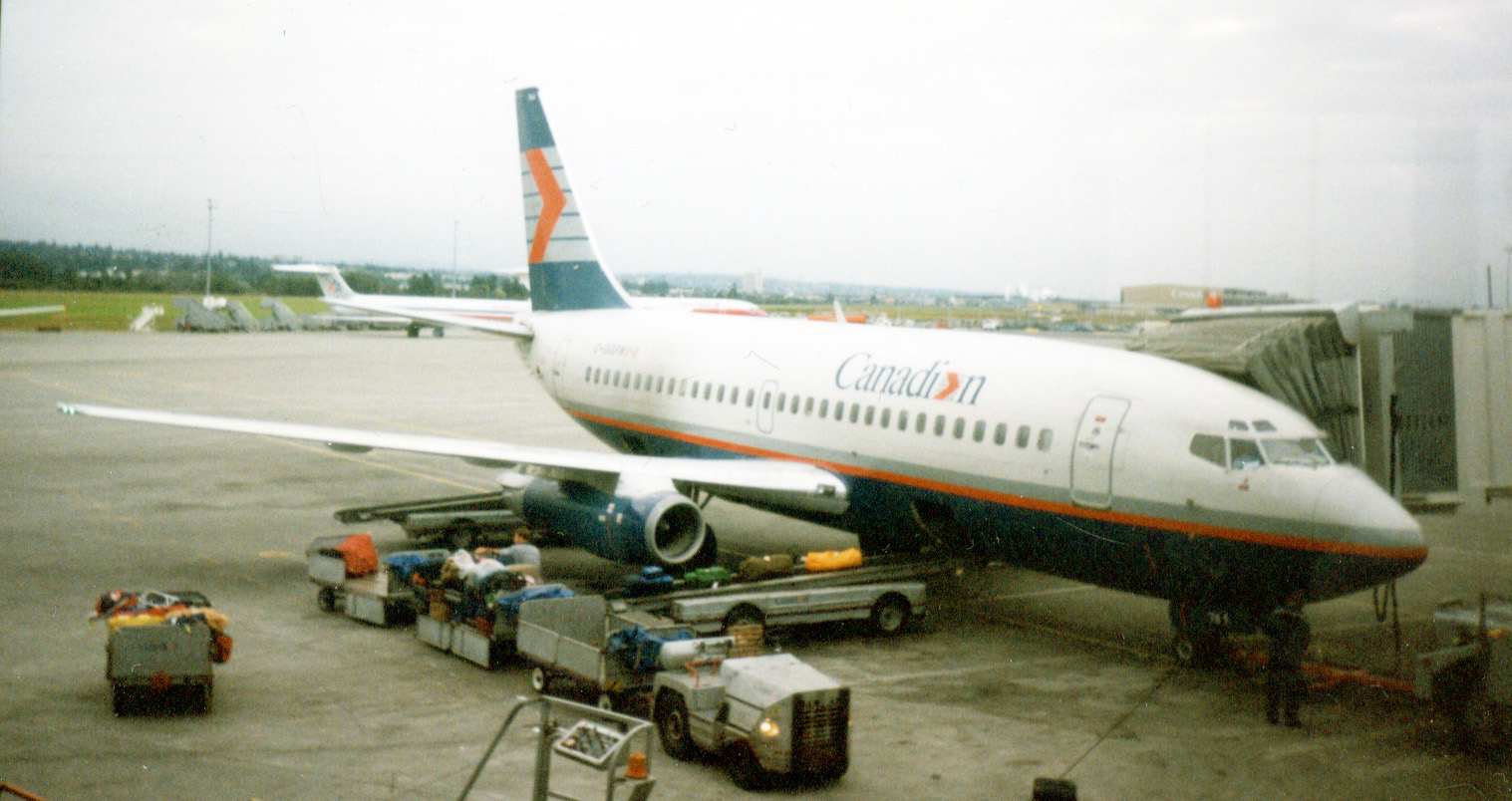
Một máy bay của hãng hàng không Air Canada đang được chất hành lý

Cảng vụ hàng không (tiếng Anh: airports authority) là tên cơ quan quản lý nhà nước chuyên ngành hàng không, thường trực thuộc Cục hàng không dân dụng của quốc gia.

## Các tổ hợp
Sân bay bao gồm một số công trình chính như hệ thống đường băng, các nhà ga, tháp điều khiển không lưu, và các công trình phụ trợ khác.  

### Đường băng

Một đường băng sân bay

Những đường băng máy bay của một phi cảng được xây dựng rất vững chắc, nó thường được phủ một chất bitume (chất nhựa rải đường) hoặc phức hợp của những tấm bêtong. Nó thường được viền bằng những dấu hiệu phát ra ánh sáng để có thể dễ dàng xách định được vị trí trong đêm tối, hoặc khi điều kiện thời tiết xấu (mưa, sương mù), và để giúp việc hạ cánh một cách dễ dàng.
Phần lớn những đường băng máy bay phục vụ cho những lần hạ cánh và cất cánh, Khi phi cảng chào đón một sự thông thương quan trọng, nó sẽ được xây dựng những đường băng máy bay thành từng nhóm hai đường băng song song, để tách biệt sự cất cánh và hạ cánh. Người ta cũng có thể có những đường băng tiếp đón cho mỗi sự vận động bằng phút hoặc giờ.
Thông thường những đường băng được lấy hướng theo chiều của gió trội nhất, người ta sẽ lợi dụng dòng hải lưu trong không khí để máy bay có thể dễ dàng cất cánh và sự hãm lại trở nên tốt hơn khi hạ cánh, máy bay luôn tự đối đầu với gió.
Những phi cảng lớn để khi không có gió nổi rõ nét hoặc có hai loại gió nổi nhất có thể có nhiều đường băng hoặc nhóm các đường băng, mỗi hướng một lối khác nhau. Khi có hai đường trục, nó có thể vuông góc nếu như hướng gió không được nổi lên rõ nét, để tìm dược hướng gió gần như đối mặt với gió. Nếu như có hai loại gió được nhận dạng, các hướng của đường băng được đánh dấu góc giữa các hướng gió. Bằng một cách đặc biệt, người ta có thể tìm thấy những phi cảng hoặc nhiều hướng đường băng cùng tồn tại với góc 60 độ.
Trong trường hợp phi cảng gồm nhiều đường băng hoặc nhóm các đường băng, những đường băng của hướng này sẽ ngược chiều với đường băng khác.
Những đường băng được nhận dạng bằng một chữ hai số, biểu thị hướng của chúng bằng chục độ khi vận hành các thiết bị máy bay. Người ta phân chia hướng của đường băng theo độ 10 và làm tròn kết quả bằng đơn vị gần đúng (ví dụ: hướng một đường bay là 124 độ, 124/10 = 12,4 làm tròn là 12. và số đường băng là 12). Nếu phi cảng có những băng song song, chúng sẽ được phân biệt bằng chữ L (cho bên trái) và chữ R (cho bên phải). Ví dụ đường 12L
Những đường băng được ghép lại bằng đường lưu thông khác nhau, có những đường dành cho máy bay, lại có những đường khác dành riêng cho dịch vụ vận chuyển hay cứu trợ.

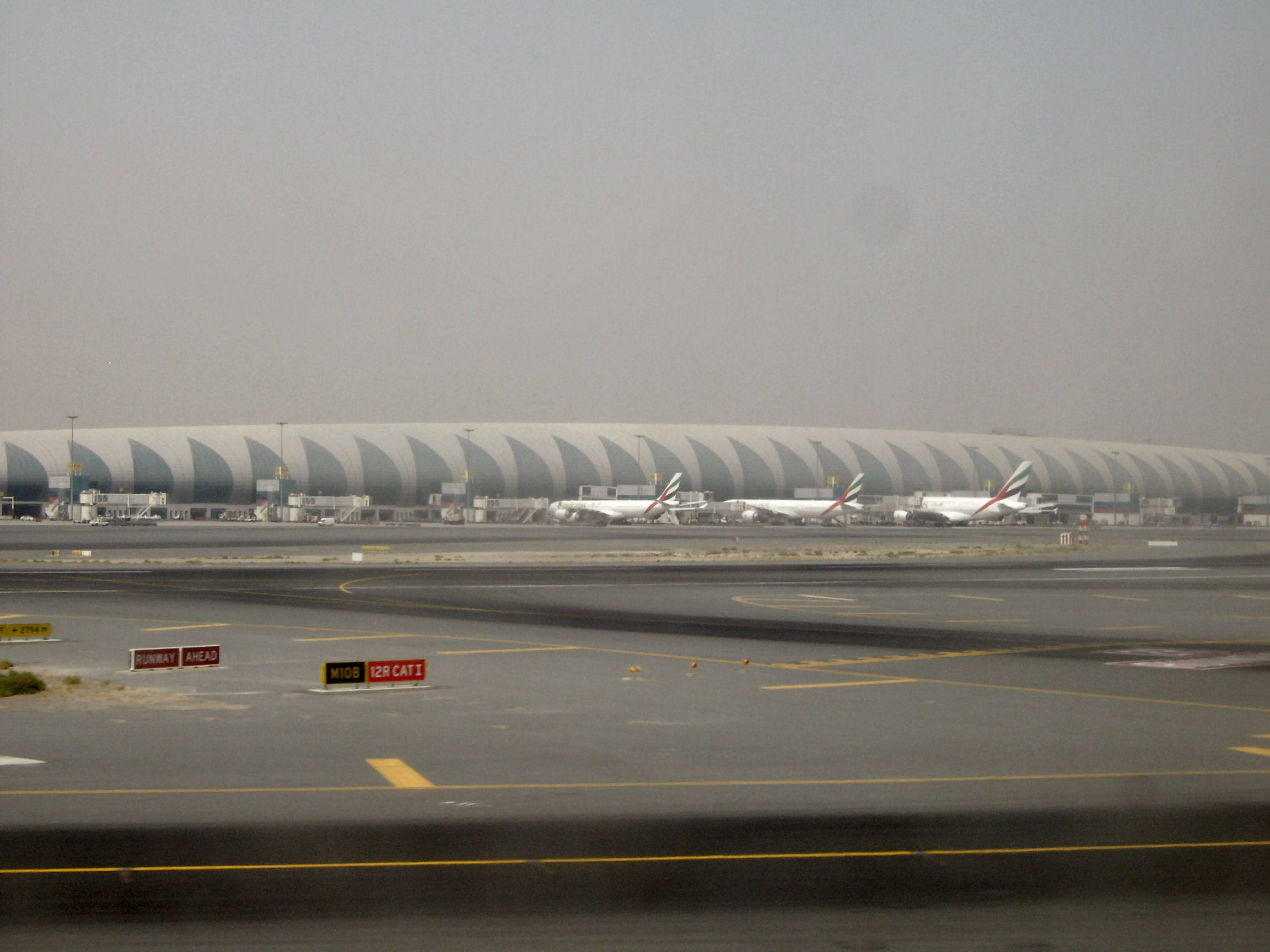
Một nhà ga sân bay

### Những sân bãi
Sân bãi trong phi cảng là nơi để máy bay dừng lại để lưu chuyển hành khách hay hàng hóa lên hoặc xuống máy bay, hoặc để bảo dưỡng.
Bãi đỗ thường được hiểu là để cho các hoạt động diễn ra một cách dễ dàng, đặc biệt ở những phi cảng lớn, những mạng lưới đường ngầm dưới đất cho phép chuyển chất đốt trực tiếp đến chân máy bay. Một chiếc xe tải chuyên dụng sẽ sử dụng ống dẫn để chuyển nhiên liệu từ điểm tiếp tế gần nhất tới máy bay.
Những đường dành riêng cho máy bay đỗ lại để những hoạt động vận chuyển dĩ nhiên sẽ nằm ở việc trao đổi ở ga sân bay. Thường thường, hệ thống lối đi cho phép hành khách vào trực tiếp đến cửa của cabin sau đó vào ga sân bay, không có đường xuống bãi đỗ. Ngoại lệ, bãi đỗ quá đông, hành khách sẽ quá cảnh đến máy bay bằng xe bus hoặc minibus. Họ sẽ lên máy bay bằng cầu thang lưu động.
Những bãi đỗ cho phép các hoạt động tu sửa, bảo quản máy bay (kiểm tra kĩ thuật, bảo dưỡng) được ở vùng phụ cận của nhà để máy bay.

### Đường lưu hành
Đường lưu hành là đường định ranh giới cho phép máy bay di chuyển trên bãi đỗ và đường băng. Chúng thường được xây dựng phức hợp của những tấm beton hoặc được phủ chất bitume, và có thể xác định được vị trí bằng hệ thống tín hiệu màu vàng. Một dải màu vàng định ranh giới đường trung tâm, hai đường màu vàng định đầu mút. Hệ thống tín hiệu trở nên có hiệu quả hơn nhờ những cọc màu xanh.

### Tháp giám sát

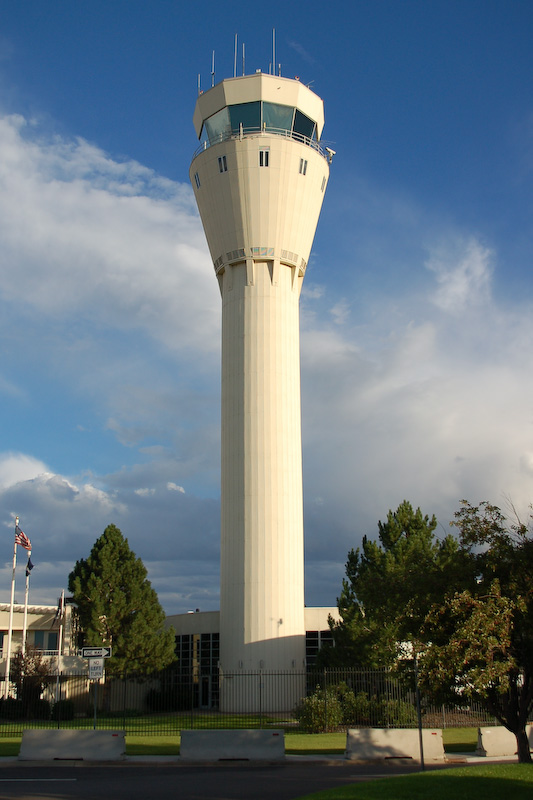
Một tháp điều khiển không lưu.

Tháp giám sát là cơ quan thấy rõ nhất các mạch giám sát trên không. Nó được ví như người giám sát vòm trời hoạt động (controleur du ciel) để dẫn đường cho những pha bay.
Tháp giám sát được bố trí để theo dõi các hoạt động của máy bay trên đường lưu hành và những đường băng. Nó quản lý theo thời tiết, để chọn lựa những đường băng sử dụng và hoạt hóa các cọc tiêu ở dưới đất.

### Ga sân bay
Ga sân bay là nơi dành để trao đổi và vận chuyển hàng hóa, hành khách và hành lý của họ, thông thường nó là nơi đặt cửa hàng bán vé máy bay của công ty hàng không, nơi quản lý hành chính, cũng như các dịch vụ bảo đảm an toàn, trạm kiểm tra của hải quan. Ở đó ta cũng có thể tìm thấy được khu bán giảm thuế, các quán bar hay các nhà hàng. Các hành khách vào trong nhà ga để sử dụng máy bay thì phải thực hiện rất nhiều các giai đoạn. Đầu tiên phải mua vé của cửa hàng bán vé thuộc công ty hàng không phải tự đăng ký và gửi hành lý vào khoang để đồ của máy bay, sau đó có thể chờ ở phòng đợi hoặc mua sắm ở khu thương mại. Tiếp đó phải qua một sự kiểm tra an toàn để đi đến phòng chờ máy bay trước khi lên máy bay. Nếu chuyến bay đó là chuyến bay quốc tế, ngoài đăng ký và kiểm tra an ninh, hành khách còn phải qua một sự kiểm tra của cảnh sát hải quan, tùy theo từng trường hợp. Khi máy bay đã hạ cánh, hành khách sẽ lấy lại hành ký của mình tại khoang để đồ. Nếu là chuyến bay quốc tế, hành khách sẽ phải trải qua một cuộc kiểm tra về việc nhập cư trước khi đến phòng giao hành lý.

### Hàng hóa và hành lý
Những nguyên nhân chính đáng báo động có bom ở trong những kiện hàng bị vứt bỏ là do sự khinh suất hay có ý đồ xấu của những kẻ kích động thường được chế tạo như những món quà để gây nhiều thiệt hại.

## Các vấn đề môi trường
Tiếng ồn máy bay là gây ảnh hưởng nghiêm trọng đến dân cư xung quanh, đặc biệt là lúc máy bay hạ cánh và cất cánh. Máy bay thải ra một lượng chất thải lớn khi hạ cánh và cất cánh nên lượng chất thải ở sân bay là rất nhiều gây nên các bệnh về đường hô hấp.